# Liste der Olympiasieger in der Rhythmischen Sportgymnastik
Die Liste der Olympiasieger in der Rhythmischen Sportgymnastik führt sämtliche Siegerinnen sowie die Zweit- und Drittplatzierten der Wettbewerbe in der Rhythmischen Sportgymnastik bei den Olympischen Sommerspielen auf, gegliedert nach den einzelnen Wettbewerben. Den Abschluss bildet die Nationenwertung.

## Einzel
| Olympia | Gold                   | Silber                | Bronze                 |
| ------- | ---------------------- | --------------------- | ---------------------- |
| 1984    | Lori Fung              | Doina Stăiculescu     | Regina Weber           |
| 1988    | Maryna Lobatsch        | Adriana Dunawska      | Oleksandra Tymoschenko |
| 1992    | Oleksandra Tymoschenko | Carolina Pascual      | Oksana Skaldina        |
| 1996    | Kateryna Serebrjanska  | Jana Batyrschina      | Olena Witrytschenko    |
| 2000    | Julija Barsukowa       | Julija Raskina        | Alina Kabajewa         |
| 2004    | Alina Kabajewa         | Irina Tschaschtschina | Hanna Bessonowa        |
| 2008    | Jewgenija Kanajewa     | Ina Schukawa          | Hanna Bessonowa        |
| 2012    | Jewgenija Kanajewa     | Darja Dmitrijewa      | Ljubou Tscharkaschyna  |
| 2016    | Margarita Mamun        | Jana Kudrjawzewa      | Hanna Risatdinowa      |
| 2020    | Linoy Ashram           | Dina Awerina          | Alina Harnasko         |
| 2024    | Darja Varfolomeev      | Borjana Kalejn        | Sofia Raffaeli         |

## Gruppe
| Olympia | Gold | Silber | Bronze |
| ------- | --- | --- | --- |
| 1996    | Spanien Marta Baldó Nuria Cabanillas Estela Giménez Lorena Guréndez Tania Lamarca Estíbaliz Martínez                     | Bulgarien Ina Deltschewa Walentina Kewlijan Marija Kolewa Maja Tabakowa Iwelina Talewa Wjara Wataschka                             | Russland Jewgenija Botschkarjowa Irina Dsjuba Julija Iwanowa Angelina Juschkowa Jelena Kriwoschei Olga Schtyrenko            |
| 2000    | Russland Irina Belowa Natalja Lawrowa Marija Netjossowa Wera Schimanskaja Irina Silber Jelena Schalamowa                 | Belarus Tazjana Ananka Tazjana Belan Hanna Hlaskowa Iryna Ilenkawa Maryja Lasuk Wolha Puschewitsch                                 | Griechenland Irini Aindili Evangelia Christodoulou Maria Georgatou Zacharoula Karyami Chariklia Pantazi Anna Pollatou        |
| 2004    | Russland Olesja Belugina Olga Glazkich Tatjana Kurbakowa Natalja Lawrowa Jelena Mursina Jelena Possewina                 | Italien Elisa Blanchi Fabrizia D’Ottavio Marinella Falca Daniela Masseroni Elisa Santoni Laura Vernizzi                            | Bulgarien Schaneta Iliewa Eleonora Keschowa Sorniza Marinowa Kristina Ranguelowa Galina Tantschewa Wladislawa Tantschewa     |
| 2008    | Russland Margarita Alijtschuk Anna Gawrilenko Tatjana Gorbunowa Jelena Possewina Darja Schkurichina Natalja Sujewa       | Volksrepublik China Cai Tongtong Chou Tao Lu Yuanyang Sui Jianshuang Sun Dan Zhang Shuo                                            | Belarus Alessja Babuschkina Anastassija Iwankowa Sinaida Lunina Hlafira Marzinowitsch Ksenija Sankowitsch Alina Tumilowitsch |
| 2012    | Russland Anastassija Blisnjuk Uljana Donskowa Xenija Dudkina Alina Makarenko Anastassija Nasarenko Karolina Sewastjanowa | Belarus Maryna Hantscharowa Anastassija Iwankowa Natalija Letschtyk Aljaksandra Narkewitsch Ksenija Sankowitsch Alina Tumilowitsch | Italien Elisa Blanchi Romina Laurito Marta Pagnini Elisa Santoni Angelica Savrayuk Andreea Ștefănescu                        |
| 2016    | Russland Wera Birjukowa Anastassija Blisnjuk Anastassija Maximowa Anastassija Tatarewa Marija Tolkatschowa               | Spanien Sandra Aguilar Artemi Gavezou Elena López Lourdes Mohedano Alejandra Quereda                                               | Bulgarien Reneta Kamberowa Ljubomira Kasanowa Michaela Maewska Zwetelina Najdenowa Hristiana Todorowa                        |
| 2020    | Bulgarien Simona Djankowa Stefani Kirjakowa Madlen Radukanowa Laura Traats Erika Safirowa                                | ROC Anastassija Blisnjuk Anastassija Maximowa Angelina Schkatowa Anastassija Tatarewa Alissa Tischtschenko                         | Italien Martina Centofanti Agnese Duranti Alessia Maurelli Daniela Mogurean Martina Santandrea                               |
| 2024    | Volksrepublik China Guo Qiqi Hao Ting Huang Zhangjiayang Wang Lanjing Ding Xinyi                                         | Israel Ofir Shaham Diana Svertsov Adar Friedmann Romi Paritzki Shani Bakanov                                                       | Italien Martina Centofanti Agnese Duranti Alessia Maurelli Daniela Mogurean Laura Paris                                      |

## Nationenwertung
| Platz | Land                | Gold | Silber | Bronze | Gesamt |
| ----- | ------------------- | ---- | ------ | ------ | ------ |
| 01    | Russland            | 10   | 4      | 2      | 16     |
| 02    | Bulgarien           | 1    | 3      | 2      | 6      |
| 03    | Spanien             | 1    | 2      | –      | 3      |
| 04    | Volksrepublik China | 1    | 1      | –      | 2      |
| 04    | Israel              | 1    | 1      | –      | 2      |
| 06    | Ukraine             | 1    | –      | 4      | 5      |
| 07    | Sowjetunion         | 1    | –      | 1      | 2      |
| 07    | Vereintes Team      | 1    | –      | 1      | 2      |
| 07    | Deutschland         | 1    | –      | 1      | 2      |
| 10    | Kanada              | 1    | –      | –      | 1      |
| 11    | Belarus             | –    | 4      | 3      | 7      |
| 12    | ROC                 | -    | 2      | –      | 2      |
| 13    | Italien             | –    | 1      | 4      | 5      |
| 14    | Rumänien            | –    | 1      | –      | 1      |
| 15    | Griechenland        | –    | –      | 1      | 1      |